# گروه سی‌آرال
گروه سی‌آرال (انگلیسی: CRL Group) شرکت بازی ویدئویی بریتانیایی است، که در سال ۱۹۸۹ تأسیس شد.